# Bothalia
Bothalia, African Biodiversity & Conservation, abans coneguda com a Bothalia és una revista científica d'accés obert revisada per experts sud-africans que cobreix els camps de la botànica, la zoologia i la biodiversitat, produïda per South African National Biodiversity Institute. Segons Journal Citation Reports, la revista té un factor d'impacte de 0,52 el 2017.

## Descripció
La revista es produeix anualment, però els articles es publiquen en línia contínuament. Quan la revista va ser rebatejada el 2014, a més d'ampliar l'abast, es va fer d'accés obert i els seus continguts es van posar a disposició lliure sota la llicència Creative Commons Attribution 4.0 International (CC BY 4.0). Tot el contingut del primer número està disponible al lloc web de la revista.

## Història
La revista es va establir el 1921, produint el seu primer número el 1922, com a revista interna de l'Institut Botànic Nacional de Sud-àfrica. La revista va ser coneguda formalment només amb el nom de Bothalia, des de 1922 fins a 2014, quan el títol es va ampliar per reflectir millor el paper de l'Institut Nacional de Biodiversitat de Sud-àfrica.
El 2004, l'Institut Botànic Nacional va ser absorbit en una configuració més àmplia, l'Institut Nacional de Biodiversitat de Sud-àfrica, per la Llei de Gestió Ambiental Nacional: Biodiversitat. La revista va rebre el nom del Primer Ministre de Sud-àfrica Louis Botha que va ser ministre d'Agricultura de 1910 a 1913.